# Аманиастабарка
Аманиастабарка (Аманиастабарко, Аманистабара-ко) — царь Куша (Нубия) в 510—487 годах до н. э.

## Биография
Аманиастабарка — сын царя Каркамани. Хоровым именем взял имя «Сути», что для того периода являлось исключением: хорово имя царями Куша уже не использовалось, что свидетельствовало о разрыве с общей традицией XXV династии Египта.
Аманиастабарка умер в 487 году до н. э. По мнению большей части историков, его трон унаследовал Сиаспика. Согласно некоторым династическим спискам, после смерти Аманиастабарки к власти должен прийти его брат Астабаркамени, что не было бы необычно, поскольку среди кушитов, в первую очередь, практиковалось передача власти братьям, и только потом по старшинству трон наследовался их детьми. Согласно этой традиции, за Астабаркамени следовали его дети Асашерак и Ветерик, вслед за которыми в 478 году до н. э. и должен был воцариться Сиаспика.
Аманиастабарка похоронен в некрополе Нури (пирамида Nº 2). На его могиле находились цилиндр, бляха из золота и чаша. В христианском храме также была обнаружена стела с культовыми текстами (в настоящее время находится в Музее изящных искусств в Бостоне, которая в своё время была использована христианами как строительный материал.